# The Bell of Justice
The Bell of Justice és una pel·lícula muda de la Vitagraph protagonitzada per Alec B. Francis i Bertha Krieghoff. Es va estrenar el 11 d’agost de 1911.

## Argument
A la Rússia del segle xv el Tsar encarrega una gran campana que, situada en el mercat, per a tots aquells a que s’hagi fet un greuge ho pugui denunciar. Qui la fa sonar convoca la gent per denunciar la seva situació i demanar la restitució per part dels culpables. El propi Tsar fixarà el càstig als delinqüents. La primera persona que la fa sonar és una velleta que denuncia que l’han estafada i li han robat els seus estalvis. La gent es reuneix al so de la campana obliga el culpable a retornar els diners.
Un dia típic d’hivern a Rússia, Sieur de Magnore, inicia amb la seva esposa la lluna de mel dalt d’un trineu conduït per un cavall. Seguint el camí entre la neu els esposos són atacats per un grup de llops però gràcies al seu bon cavall, Sultan, poden escapar. Amb el pas dels anys, Sieur es fa vell i avar i negligeix tenir cura del seu cavall. El cavall es revela i surt i agafa amb la boca la corda i toca la campana. La gent es reuneix al voltant del cavall i Sieur n'és un d’ells. El tsar obliga Sieur a tenir cura del seu cavall.

## Repartiment
- Alec B. Francis
- Bertha Krieghoff
- Harry T. Morey
- Robert Gaillard
- Mary Maurice